# Ámbar Soruco
Ámbar Andrea Soruco Córdova (Viña del Mar, 1997. március 3. –) chilei női válogatott labdarúgó, hazája bajnokságában a Santiago Morning csapatának védője.

## Pályafutása

### Klubcsapatokban
Karrierjét szülővárosában az Everton csapatában kezdte. 2015-ben már egy versenyképes csapat, az Universidad de Chile színeiben szerzett ezüstérmet a tavaszi idényben, egy évvel később pedig bajnoki győzelmet ünnepelhetett társaival.
A brazil 3B da Amazônia 2018-ban alkalmazta, de egy állami bajnoki ezüstérem után a 2018–2019-es szezonban Európába tette át székhelyét és a spanyol Logroño csapatánál 14 mérkőzésen szerepelt.

### A válogatottban
Costa Rica ellen, egy barátságos mérkőzésen mutatkozott be a nemzeti csapatban 2018. június 10-én. Tagja volt a hazai rendezésű 2018-as Copa Américán ezüstérmet szerzett válogatottnak, a pályán azonban nem volt lehetősége bizonyítani.

## Sikerei, díjai

### Klub
Chilei bajnok (2):
- Universidad de Chile (1): 2016 Apertura
- Santiago Morning (1): 2020 Transición

### Válogatott
Chile
- Copa América ezüstérmes: 2018